# 学校法人跡見学園
跡見学園（あとみがくえん）は、跡見学園中学校・高等学校・跡見学園女子大学を傘下に持つ私立学校法人。

## 沿革

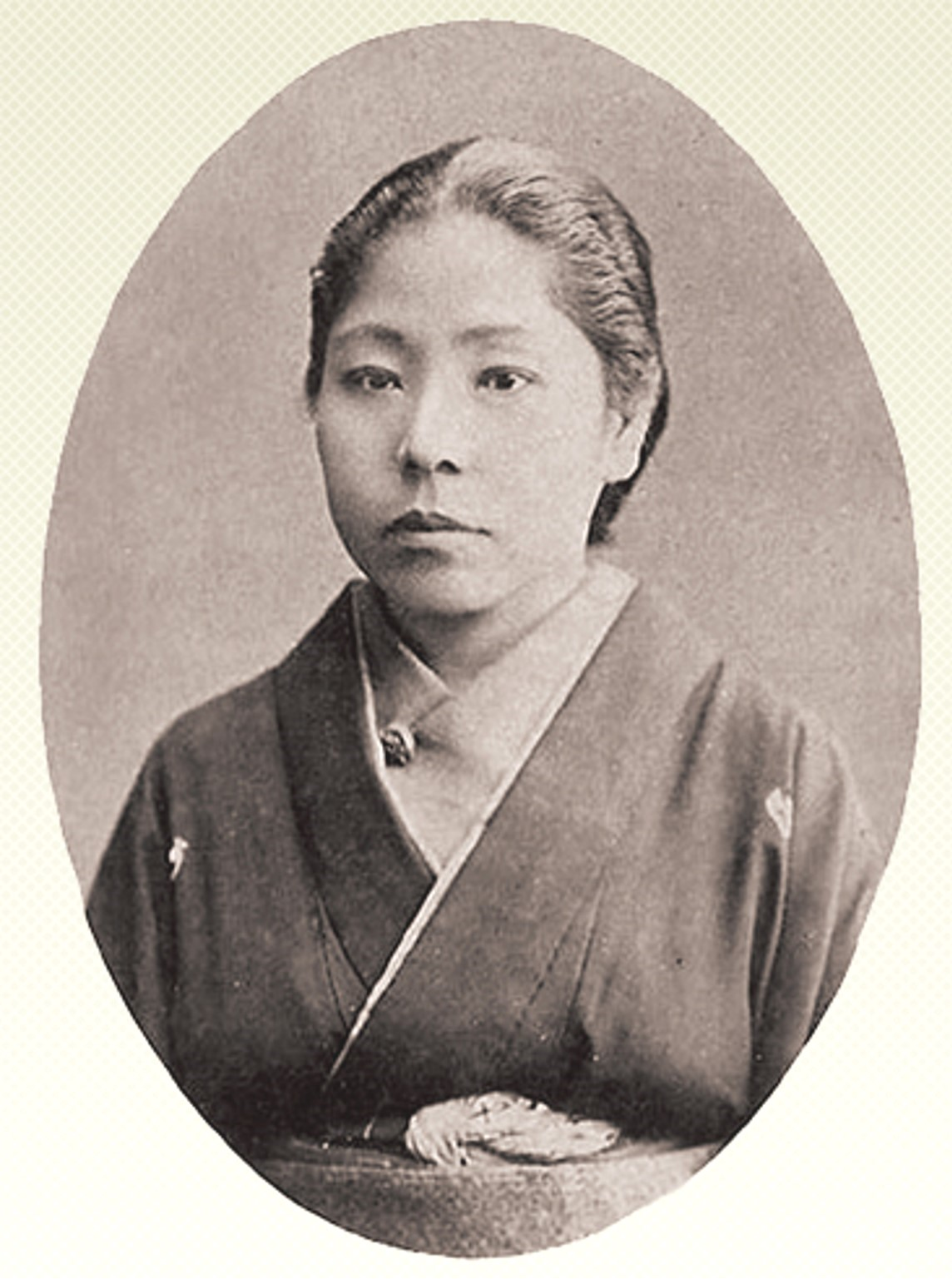
跡見女学校創立当時の跡見花蹊（1875年頃）

1875年、跡見花蹊が東京神田区中猿楽町に「私立跡見学校」として開校したのが最初。その後名称を跡見女学校と改めた。
跡見学校設立後の生徒は4 - 5歳から17 - 18歳までの良家の子女が中心であった。開校後、生徒数は順調に増えて猿楽町が手狭になったため、「更ニ壮大ノ校舎ト幽曠ノ庭園ヲ営ミ、大ニ改良ノ方法ヲ施シ、以テ完全ノ女風ヲ養成セント」して、1887年、小石川区柳町の敷地約2000坪の新校舎に移転した。
1906年に五年制高等女学校令に準拠したが、絵画・習字・裁縫などは配当時間を多く採って本校特有の課目とした。戦後の学制改革の後1950年に短期大学を開学。1965年に女子大学を開学した。

## その他
1908年頃に流行した『ハイカラ節』には、目白の女子大学や上野の音楽学校と並ぶハイカラな女学生として下のように歌われている。
歩みゆかしく行き交うは
その名も君を恋し川　跡見女学校の女学生
背なに垂れたる黒髪に
挿したるリボンがヒラヒラ 紫袴がサラサラ

春の胡蝶の戯れか
最初の部分は「しなしなしなと行き交うは」と歌われたこともある。「恋し川」は「小石川」にかけたもの。
1875年に学校を設立した際、皇后（昭憲皇太后）の思召により、紫袴を着用させた。のちに設立された華族女学校（現・女子学習院）の生徒の袴が海老茶であることから「海老茶式部」と呼ばれたのに対して、跡見の生徒は紫の袴であったことから「紫衛門」（赤染衛門からの連想）と呼ばれた。
女子大学の新座キャンパスは桜の名所としても知られており、毎年春に「桜まつり」が開催され、構内が一般に開放され、花見ができるようになる。2016年に日本経済新聞が作成した「一度は歩いてみたい国内大学の桜名所」でランキング1位となった。

## 設置校
- 跡見学園女子大学
- 跡見学園中学校・高等学校

### 廃止校
- 跡見学園女子大学短期大学部（2007年3月閉校）